# Mike Southon
Michael Southon (* vor 1973 in Brighton, England) ist ein englischer Kameramann. Southon hat rund 40 Spielfilme, über 250 Musikvideos und rund 200 TV-Werbespots fotografiert. Er ist Mitglied der British Society of Cinematographers.

## Leben
Nach dem Besuch der Westlain Grammar School in Brighton studierte Southon Fotografie am Brighton College of Art, wo er 1973 seinen Abschluss machte. Seit den frühen 1970ern arbeitete er in den Ealing Studios der BBC zunächst als Kameraassistent und später als eigenständiger Kameramann. Mitte der 1980er verließ er die BBC und arbeitete freiberuflich.
Zwischen 1977 und 1995 fotografierte er mehrere Filme für die BBC-TV-Serie Omnibus. Diese Sendung wurde zwischen 1988 und 1995 regelmäßig sonntags zur Hauptsendezeit ausgestrahlt und galt als „Flaggschiff“ des Kunstprogramms der BBC. Für das zweite der langjährigen Kunstformate der BBC, die Reihe Arena, die vom Broadcast Magazine, das Wochenmagazin der britischen TV- und Radio-Industrie, als eins der „50 einflussreichsten Programme aller Zeiten“ bezeichnet wurde, war er seit 1980 an mehreren Filmen als Kameramann beteiligt.
Zu seinen erfolgreichsten Musikvideos gehören November Rain von Guns N’ Roses, das mit Produktionskosten 1,5 Millionen Dollar zu den zwanzig teuersten Videos aller Zeiten gehört, Freedom! '90 von George Michael, Regie David Fincher und Cream von Prince.
Von 1996 bis 1998 war er Präsident der British Society of Cinematographers.

## Filmografie (Auswahl)
- 1986: Gothic
- 1987: Aria
- 1988: Paperhouse – Albträume werden wahr (Paperhouse)
- 1991: Der Kuß vor dem Tode (A Kiss Before Dying)
- 1991: Das Wunderkind Tate (Little Man Tate)
- 1992: Stürmische Leidenschaft (Emily Brontë's Wuthering Heights)
- 1995: The Final Cut – Tödliches Risiko (The Final Cut)
- 1995: Familien-Bande (Roommates)
- 1997: Air Bud – Champion auf vier Pfoten (Air Bud)
- 1997: Schneewittchen (Snow White: A Tale of Terror)
- 1998: Air Bud 2 – Golden Receiver (Air Bud: Golden Receiver)
- 1999: Citizen Kane – Die Hollywood-Legende (RKO 281)
- 2000: Sorted
- 2001: Replicant
- 2003: Air Bud 5 – Vier Pfoten schlagen auf (Air Bud: Spikes Back)
- 2004: Pursued – Ein Headhunter kennt keine Gnade (Pursued)
- 2006: Air Buddies – Die Welpen sind los (Air Buddies)
- 2006: Das Geheimnis der Meerjungfrau (The Mermaid Chair)
- 2007: Beneath
- 2011: Spooky Buddies – Der Fluch des Hallowuff-Hunds (Spooky Buddies)
- 2012: Footsoldiers of Berlin – Ihr Wort ist Gesetz (St. George’s Day)

## Preise und Auszeichnungen (Auswahl)
- 1982: Lille International Short Film Festival, Grand Prix
- 1992: MTV Award for Best Dance Video – Cream – Prince and The New Power Generation[2]